# 태안향교
태안향교(泰安鄕校)는 대한민국 충청남도 태안군 태안읍에 있는 조선시대의 향교이다. 1997년 12월 23 충청남도의 기념물 제139호로 지정되었다.

## 개요
향교는 공자와 여러 성현께 제사를 지내고 지방민의 교육과 교화를 위해 나라에서 세운 교육기관이다.
태안향교는 조선 태종 7년(1407)에 처음 지었는데, 훗날 지금의 태안중학교 자리로 옮겨 지었다. 지금 있는 건물은 불타 없어진 것을 숙종 46년(1720) 지금의 자리로 다시 옮겨 지은 것이다.
제사지내는 공간인 대성전과 동무·서무, 교육 공간인 명륜당, 학생들의 기숙사인 동재·서재, 내삼문과 외삼문 등의 건물이 남아 있다. 대성전 안쪽에는 공자를 비롯하여 중국과 한국 성현들의 위패를 모시고 있다.
조선시대에는 나라에서 토지와 노비·책 등을 지원받아 학생들을 가르쳤으나, 지금은 교육 기능은 없어지고 제사 기능만 남아 있다.

## 참고 자료
- 태안향교 - 국가유산청 국가유산포털